# Fryderyk IV Habsburg
Fryderyk IV Habsburg (ur. 1382, zm. 24 czerwca 1439 w Innsbrucku) – książę Austrii i Tyrolu, syn księcia Leopolda III Habsburga i włoskiej księżniczki Viridis Visconti. Miał przydomek mit der leeren Tasche („z pustą kieszenią”).

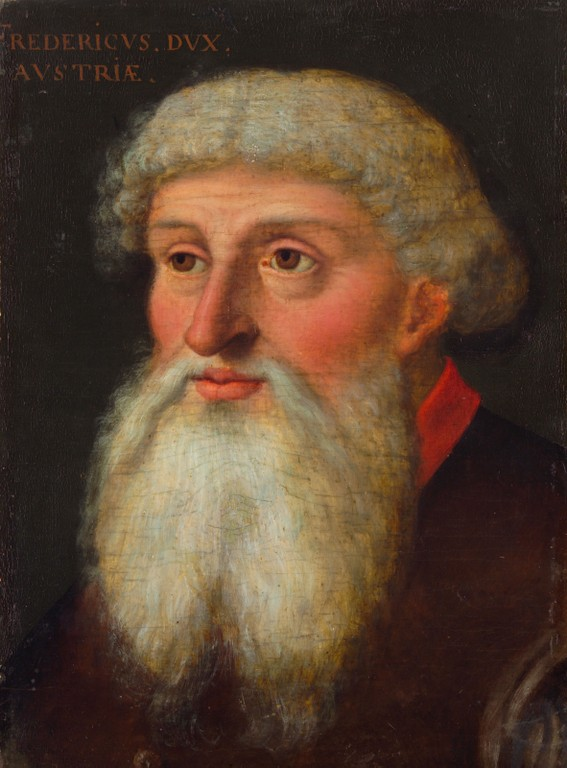
Fryderyk IV Habsburg

Od 1402 zarządzał Austrią Przednią, a od 1406 Tyrolem. Założył krótko panującą tyrolską linię Habsburgów. Jego popularny przydomek, który pierwotnie był przezwiskiem, jak również liczne legendy otaczające jego osobę, stworzyły z Fryderyka IV jedną z najbardziej znanych postaci średniowiecznego Tyrolu.

## Wojna przeciwko Appenzell
Na początku jego rządów doszło do konfliktu ze szwajcarskim kantonem Appenzell. Książę Tyrolu Leopold IV Habsburg powierzył swojemu młodszemu bratu Fryderykowi IV, jako regentowi Habsburgów w Austrii Przedniej, prowadzenie kampanii wojennej przeciwko Szwajcarom, którzy zbuntowali się przeciwko opactwu Sankt Gallen, w trakcie tak zwanej wojny Appenzellu. Fryderyk IV zwołał w Austrii Przedniej silną armię rycerską, którą zgromadził w Arbon i Rheineck. Wojsko składało się przede wszystkim z członków szwabskiej szlachty, kontyngentów miast habsburskich i cesarskich. Punktem zbiorczym było habsburskie miasto Szafuza, zaś najważniejszym miejskim sojusznikiem księcia była Konstancja. Militarne przedsięwzięcie zakończyło się klęską armii książęcej w bitwie pod Stoss koło Gais 17 czerwca 1405. Sukcesy mieszkańców Appenzell doprowadziły do powstania – pod szwajcarskim kierownictwem – związku Bund ob dem See i pełnych sukcesów najazdów na (należący do Habsburgów) tyrolski region Oberinntal. W ciągu dwóch lat Appenzellczycy rozsiali niepokój wśród niemieckich książąt a entuzjazm i dążenia wolnościowe wśród ich poddanych. 13 stycznia 1408 ponieśli jednak klęskę pod Bregencją, w starciu ze szwabskim rycerstwem (skupionym pod sztandarami konfederacji Sankt Jörgenschild), wojskiem biskupów Augsburga i Konstancji. Po tej klęsce Szwajcarzy musieli wycofać się do swoich siedzib. Bund ob dem See rozpadł się i został rozwiązany przez niemieckiego króla Ruprechta z Palatynatu na mocy wyroku sądu arbitrażowego w Konstancji 4 kwietnia 1408. Król Ruprecht potwierdził jednocześnie roszczenia opactwa Sankt Gallen przeciwko mieszkańcom Appenzell. Do zawarcia pokoju między Szwajcarami a opactwem doszło ostatecznie w 1410.

## Bunt szlachty i rewolucja w Trydencie
W tym samym roku Fryderyk IV musiał walczyć wewnątrz kraju z opozycją rycerstwa, zawiązującej kolejne konfederacje (Elefantenbund z 1406, Falkenbund z 1407) i rewolucyjnymi nastrojami na południu (Trydent). Od swoich politycznych przeciwników otrzymał przezwisko „z pustą kieszenią”, co przyniosło mu popularność w późniejszych latach. Kolejno w 1407 wybuchło w Trydencie powstanie. Tamtejsza szlachta i mieszkańcy miasta powstali, pod kierownictwem Rudolfa Belenzani, przeciwko biskupowi Georgowi von Lichtenstein. Jednocześnie doszło do buntu chłopskiego w dolinie Non (wówczas Nonstal lub Nonsberg) i innych rejonach Trydentu. Skłoniło to Fryderyka IV do wystąpienia przeciwko biskupowi i wygnania go z Trydentu.

## Spór z burgrabią Rottenburg
W 1410 książę Fryderyk IV popadł w konflikt z Henrykiem VI von Rottenburg. Burgrabia Henryk VI był jednym z tyrolskich feudałów, który – chcąc uniezależnić się spod władzy Habsburgów i rozszerzyć swoje włości – sprzymierzył się z Bawarczykami. Doszło do walk z bawarskimi wojskami w Unterinntalu. Po zawieszeniu broni Fryderyk IV obległ zamki Henryka VI, w tym Caldiff, Enn i Laimburg. Wreszcie udało mu się uwięzić buntowniczego burgrabiego, który zmarł w 1411 krótko po zwolnieniu z więzienia (być może wskutek otrucia).

## Walki o północ Włoch
Dzięki militarnym operacjom przeciwko Republice Weneckiej Fryderyk IV zajął w 1413 Valsuganę. Mimo to Rovereto i miasta w rejonie Vallagarina (Lagertal) zostały odstąpione Wenecji.

## Sobór w Konstancji
Gdy od listopada 1414 obradował sobór w Konstancji, Fryderyk IV poparł antypapieża Jana XXIII. Sojusz z Janem XXIII przyniósł Fryderykowi IV początkowo tytuły i zaszczyty, ale szybko przysporzył kłopotów. Wskutek wsparcia, jakie udzielił antypapieżowi podczas jego ucieczki z Konstancji, został przez cesarza Zygmunta potępiony, a jego austriackie ziemie (część Argowii wokół Berna – Berner Aargau, Freiamt, Baden, Kelleramt) zostały przekazane Szwajcarom. Po soborze w Konstancji Fryderyk IV znalazł się politycznym i psychicznym kryzysie.

## Rewolta szlachty i ponowne walki o Trydent
Z pomocą poddanych Fryderyk IV mógł – mimo wielu trudności – utrzymać się przy władzy i to wbrew cesarzowi, sąsiadom Tyrolu oraz swoim wewnętrznym przeciwnikom, których zwalczał od 1418. W latach 1423–1427 walka Fryderyka IV przeciwko opozycyjnej tyrolskiej szlachcie osiągnęła punkt kulminacyjny. Celem militarnych akcji książęcych oddziałów były zamki rodu von Starkenberg, w tym Greifenstein i Schenna. Zaś w 1420 przeniósł siedzibę tyrolskiego księstwa z Merano do Innsbrucku.
Rządzący od 1423 w Trydencie nowy książę biskup Aleksander z Mazowsza dążył do uniezależnienia się od Tyrolu i szukał porozumienia z Mediolanem i Wenecją. Rządy polskiego biskupa doprowadziły jednak do niepokojów wśród jego poddanych i ostatecznie do wybuchu w 1435 kolejnego, krwawego powstania. Fryderyk IV wykorzystał zamęt w Trydencie do ponownego opanowania miasta.

## Końcowe lata rządów
Fryderyk IV przejął po śmierci swojego brata Ernesta Żelaznego ze Styrii opiekę nad jego synami: Fryderykiem V i Albrechtem VI. Sprawował ją, aż osiągnęli pełnoletniość, czyli do 1436. Rok po śmierci Fryderyka IV (w 1440), Fryderyk V został wybrany na króla Niemiec, a w 1452 został cesarzem, jako Fryderyk III. Po 1425 pozycja Fryderyka IV umocniła się a jego rządy ustabilizowały. Pokonał opozycję szlachecką, a dzięki odkryciom złóż srebra w Schwaz i Gossensaß kraj pod jego panowaniem przeżywał okres silnego rozwoju.
Ten znany książę Austrii i Tyrolu zmarł 24 czerwca 1439 w Innsbrucku. Jego ciało złożono w krypcie książąt tyrolskich w klasztorze Stams. Rządził Tyrolem 33 lata, od 1402 do 1439. Ponad połowę swojego panowania strawił na walki ze Szwajcarami, feudałami i miastami włoskimi. Po raz pierwszy ożenił się w 1406 z księżniczką Elżbietą z Palatynatu (1381–1408), córką późniejszego króla Niemiec Ruprechta z Palatynatu. W 1408 żona zmarła wraz z córką Elżbietą po porodzie. Dwa lata później ożenił się po raz drugi z księżniczką Anną Brunszwicką z Getyngi (1390–1432). Mieli czwórkę dzieci:
- Małgorzatę (1424–1427)
- Jadwigę (1424–1427)
- Wolfganga (1426)
- Zygmunta (1427–1496), księcia Austrii i Tyrolu.